# Газиводе
Газиводе (серб. Газиводе) — водохранилище на Балканском полуострове, на реке Ибар. Площадь составляет 11,9 км², а высота плотины — 107 м. Длина водохранилища достигает 24 км.
Находится в пределах частично признанной Республики Косово (9,2 км²) и Рашского округа Сербии (2,7 км²).
Водохранилище построено югославской компанией Гидроградня (Hidrogradnja) в 1973—1977 годах, дамба высотой 107 м заложена в 1972 году и является одной из высочайших земляных дамб в Европе. Основание дамбы имеет ширину 460 и длину 408 м. Относится к типу земляных плотин с глиняным ядром. При заполнении под воду ушли две средневековые церкви с колокольней и несколько некрополей, в том числе римского времени, могила Елены Анжуйской, а также остатки школы для девочек, основанной Еленой Анжуйской. Подводные археологические исследования проводились на водохранилище в 2018 году.
Территория водохранилища является предметом Брюссельского соглашения по нормализации отношения между республикой Косово и Сербией. Водохранилище служит источником воды для ГЭС «Газиводе».